# Carl Mauritz von Gertten (1672–1721)
Carl Mauritz von Gertten, född 2 maj 1672 i Oppeby församling, död 10 april 1721 i Landeryds församling, Östergötlands län, var en svensk militär.

## Biografi
Carl Mauritz von Gertten föddes 1672 på Utdala i Oppeby församling. Han var son till översten Mauritz von Gertten och Anna Möller. von Gertten blev 7 april 1688 volontär vid livgardet och 2 mars 1689 fänrik vid Hälsinge regemente. Han blev 6 juli 1697 löjtnant, 6 december 1700 regementskvartermästare, 25 maj 1702 sekundkapten, 23 november 1701 premiärkapten och tog i september 1706 avsked. von Gertten blev 4 oktober 1709 major vid Skaraborgs regemente och 8 januari 1710 överstelöjtnant. Han blev 21 februari 1710 kommendant på Älvsborgs fästning. von Gertten avled 1721 på Slattefors i Landeryds församling och begravdes 20 april samma år i Landeryds kyrka.

### Egendom
von Gertten ägde gården Slattefors i Landeryds socken.

### Familj
von Gertten gifte sig 28 december 1698 på Malmö i Kvillinge församling med Anna Bär (1671–1729), dotter av amiralen Johan Bär och Anna Christina Slatte. De fick tillsammans barnen löjtnanten Jean Mauritz von Gertten (1700–1761), Carl Gustaf von Gertten (1704–1704), löjtnanten Arent Gustaf von Gertten (1707–1742), livdrabant Carl Benedikt von Gertten (1708–1742), Arvid Per von Gertten (1710–1739), Anna Maria von Gertten (1712–1766) som var gift med brukspatronen Johan Victorin på Kvarns bruk och Claes Conrad von Gertten (1714–1715).